# 鉛色美洲鱥
鉛色美洲鱥（學名：Notropis chalybaeus），為輻鰭魚綱鯉形目雅羅魚科的其中一種，廣泛分布於北美洲美國東部淡水流域，本魚呈長橢圓形且側扁，眼大、口近下位，背部和側面呈淡黃色，有一條輪廓分明的黑色側條紋，從尾柄延伸到鼻子，下巴和嘴唇上有一些色素沉澱。繁殖期時，雄魚在其黑色側條紋上方會形成明亮的橙色條紋，並且尾鰭上黑點的上方和下方經常有橙色斑點，魚鰭幾乎沒有色素，也沒有任何明顯的斑點，但繁殖中的雄魚可能會在鰭和身體上出現橙色。雄魚在嘴巴、鼻子和前幾個胸鰭條周圍也會長出微小的結節，從胸部到胸鰭基部的下面沒有鱗，體長可達6.5公分，棲息在水質清澈、植被生長豐富、沙底質的溪流、水塘，屬雜食性，主要以小型甲殼類動物（片腳類、枝角類和介形類）、水生昆蟲（石蠶、蠓和蜉蝣幼蟲和蜉蝣）和陸生昆蟲和絲狀藻類為食，繁殖期在每年4月下旬至7月，雌魚產卵後，卵約兩天後孵化，魚在一歲時性成熟。。